# Il trono di sangue
(spirito del bosco)
Il trono di sangue (蜘蛛巣城?, Kumonosu-jō, lett. "Il castello della ragnatela") è un film del 1957 diretto da Akira Kurosawa.
Si tratta di un adattamento cinematografico del Macbeth, tragedia di Shakespeare, ambientato nel Giappone medioevale del XVI secolo.

## Trama

Una scena del film

Taketoki Washizu (Toshirō Mifune) è un nobile a cui viene profetizzata l'ascesa al potere e l'invincibilità fino a quando la foresta non si muoverà verso il suo castello. L'oracolo si avvera: Washizu, consigliato dalla moglie Asaji, uccide il re ed usurpa il trono, mentre l'amico Miki Yoshiaki (Minoru Chiaki) si impadronisce di un castello. Durante i funerali del sovrano, i guerrieri vengono a conoscenza del delitto e Washizu viene assalito dai sensi di colpa. Istigato ancora dalla consorte, Washizu manifesta ancora di più il suo dispotico potere combattendo contro tutti coloro che lo ostacolano (tra cui Miki, che fa uccidere). Frattanto, una parte del paese si ribella e una compagine con alla guida il principe, un fedele generale (Takashi Shimura) e il figlio di Miki marcia contro la fortezza. Alla fine, Washizu si trova di fronte l'esercito nemico che avanza proteggendosi con i rami degli alberi, facendo così avverare la profezia. Saranno i suoi stessi uomini a ribellarsi a lui e a trafiggerlo a morte con un nugolo di frecce.

## Produzione
Le scene esterne del castello sono state girate nei dintorni del Monte Fuji. La maggior parte degli interni, invece, vennero ricreati negli studi Toho di Tokio.
Kurosawa, affascinato dal teatro Nō, riprese gli stilemi di recitazione della corrente per dare maggior pathos alla vicenda.

## Distribuzione
Presentato alla Mostra di Venezia del 1957, il film venne, in seguito, esportato in Europa e negli USA.
È stato edito in home video ed è presente nelle principali piattaforme streaming.

## Accoglienza
Il portale Birdmen considera Il trono di sangue «una delle manipolazioni più moderne ed efficaci del testo shakespeariano».
Il sito Longtake giudica l'opera di Kurosawa come un «incisivo apologo su un'epoca degenerata e sulla rovina morale dettata dalla sete di potere».